# Ben Bernie
Ben Bernie, właśc. Benjamin Anselvitz (ur. 30 maja 1891 w Bayonne, zm. 20 października 1943 w Beverly Hills) – amerykański skrzypek jazzowy, aktor i osobowość radiowa.

## Filmografia
- 1934: Shoot the Works jako Joe Davis

## Wyróżnienia
Posiada swoją gwiazdę na Hollywoodzkiej Alei Gwiazd.